# Plimsollmerk

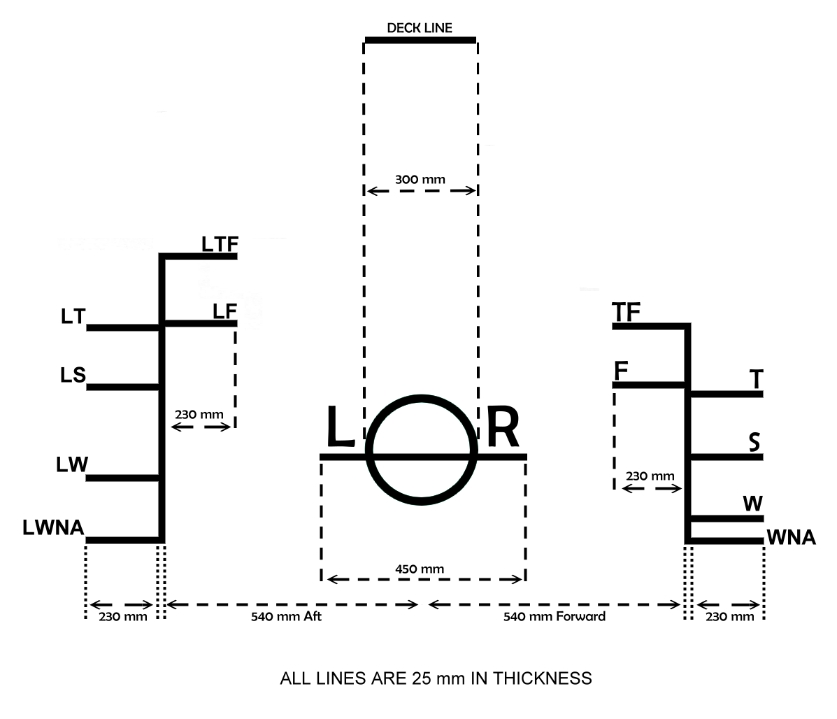
Het uitwateringsmerk van een schip dat gebouwd is onder Lloyd's Register toezicht

Een plimsollmerk, ook wel uitwateringsmerk, is een merk op een zeeschip dat aangeeft wat de maximale diepgang (en dus daarmee maximale belading) mag zijn. Hoewel niet direct van invloed op de stabiliteit, geeft een groter vrijboord een groter stabiliteitsbereik en daarmee een grotere veiligheid. Het merk is genoemd naar de Brit Samuel Plimsoll die als lid van het Lagerhuis een fervent voorstander was van de invoering van een uitwateringsmerk om het aantal ongelukken op zee met overbeladen schepen in te dammen. In de binnenvaart kent men het vergelijkbare inzinkingsmerk.
Een schip ondervindt in water een opwaartse kracht gelijk aan het gewicht van de verplaatste vloeistof. De dichtheid (het soortelijk gewicht) van zoet water is lager dan die van zout water. Het water in functie van de temperatuur, de zwevende deeltjes of het zoutgehalte (brak water, zout water) kan een dichtheid  hebben die tussen 0,970 tot 1,033 kan liggen. Als een schip 's winters wordt geladen in een Noord-Atlantische zee, zinkt het flink in als het daarna naar tropisch zoet water vaart. Daarmee neemt het veilige vrijboord beduidend af. Om te voorkomen dat het gevaarlijk wordt mag het schip dus niet te ver worden afgeladen.

## Geschiedenis

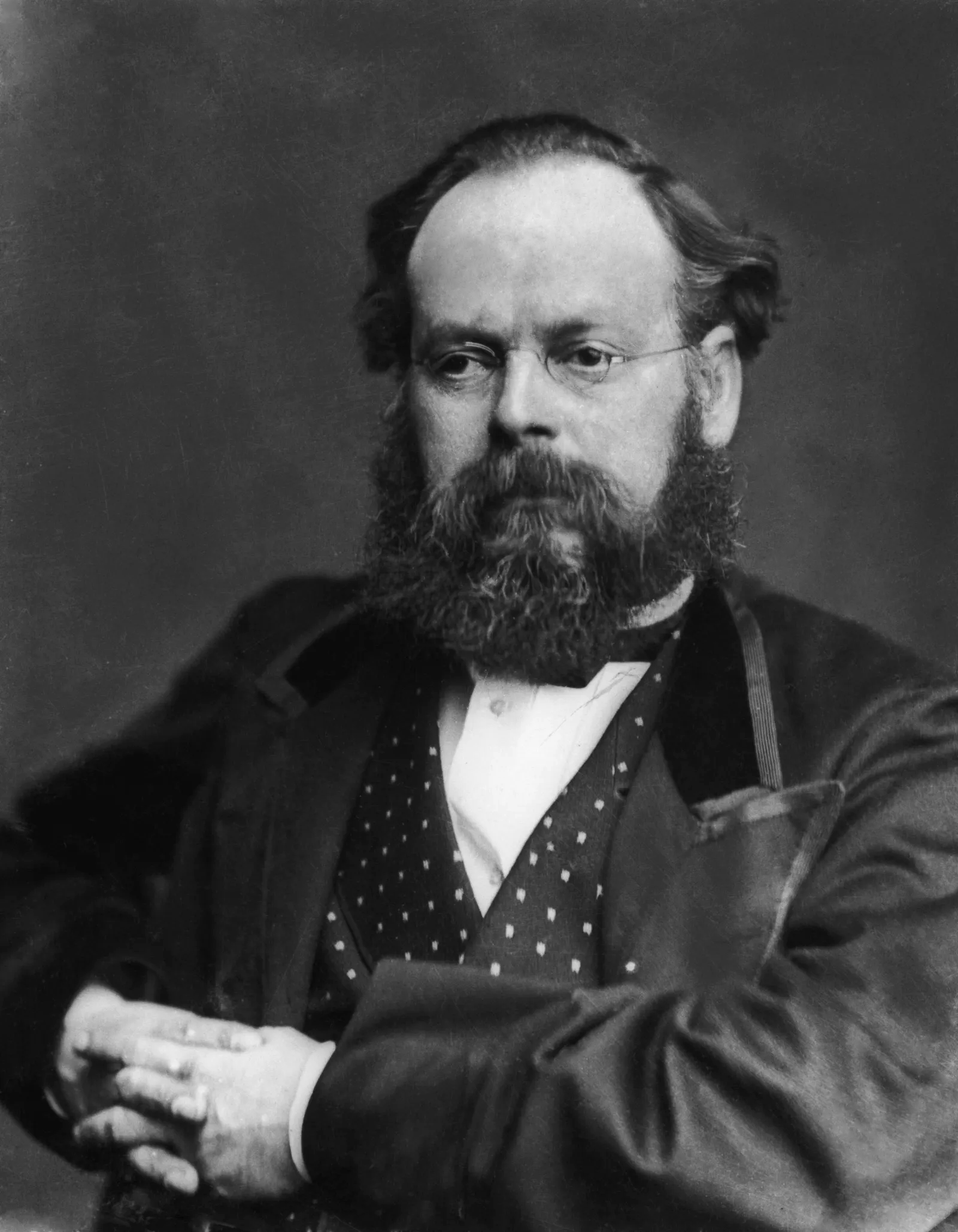
Samuel Plimsoll

Al in de 25e eeuw v.Chr. werden er op Kreta tijdens de Minoïsche beschaving eisen gesteld aan de belading. Het Romeinse Rijk had gelijksoortige eisen. In de middeleeuwen had de Republiek Venetië - die een groot deel van de handel in de Middellandse Zee beheerste - al wetten die vereisten dat schepen niet verder geladen mochten worden dan een markering aangebracht aan de zijkant van een schip. Schepen uit Venetië hadden een kruis, terwijl die uit Genua drie horizontale strepen gebruikten.
Het Hanzeverbond - dat veel van de handel beheerste van de Rijn tot de Oostzee en de Finse Golf, tot in de 17e eeuw - had in 1288 een wet uitgevaardigd vanuit de Scandinavische stad Visby. Deze wet vereiste dat schepen niet verder geladen werden dan een uitwateringsmerk. In 1422 volgde Hendrik V van Engeland met eigen eisen.
De voor de Oostzee geldende maritieme wetten van Frederik II van Denemarken uit 1561 waren om meerdere redenen belangrijk - zo werd de scheiding aangemaakt tussen koopman en kapitein - maar in dit verband is belangrijk dat vanaf nu een kapitein beboet kon worden als hij zijn schip overbelastte.
Gedurende de 17e eeuw werden de reizen langer - naar het Verre Oosten, India en Amerika - en opkomende maritieme naties stelden elk hun eigen voorschriften op, zoals de Staten van Holland in 1622. Specifieke eisen aan het uitwateringsmerk werden niet gesteld tot de 19e eeuw. Echter, door de enorme toename van de maritieme handel vergingen er steeds meer schepen. Verder kwamen er nieuwe technieken, zoals stalen schepen en stoominstallaties, waaraan de scheepsontwerpen niet voldoende waren aangepast, resulterend in te weinig vrijboord.
In 1835 werd door Lloyd's Register voorgesteld om de uitwatering te baseren op de holte van het laadruim, 3 duim per voet ruimholte, Lloyd's Rule. Dit was gebaseerd op afspraken tussen scheepseigenaren, verschepers en verzekeraars. Hoewel jarenlang gebruikt, had deze regel geen wettelijke basis en gold alleen voor schepen die bij Lloyd's waren geregistreerd.
In 1836 werd in het Verenigd Koninkrijk een parlementaire commissie samengesteld om de oorzaak van de vele scheepsrampen na te gaan. Vastgesteld werd dat het lag aan ondeugdelijke ontwerpen en gebrekkige bouw. Overbelading werd niet genoemd. Een tweede commissie uit 1843 kwam tot dezelfde conclusie en in 1846 werd een wet aangenomen waarbij een raad van onderzoek naar scheepsrampen werd ingesteld.
In 1850 werd een wet aangenomen waarmee het Mercantile Marine Department van de Board of Trade ingesteld werd. In 1854 kwam de Merchant Shipping Act tot stand met bemannings-eisen, eisen aan vakbekwaamheid van de bemanning en de exploitatie van koopvaardijschepen. Ook werd hierin geregeld dat bij onderzoek naar scheepsrampen, de diepgang voor en achter vermeld werd. Dit was moeilijk gezien het ontbreken van diepgangsmerken.
James Hall, een scheepseigenaar uit het noorden van Engeland, maakte zich zorgen over de hoge verzekeringskosten. Hij vroeg de Board of Trade onderzoek te doen naar de vele scheepsrampen - deze waren verdubbeld in 30 jaar tijd - en overbelading werd gevonden als een van de oorzaken.
In 1871 diende Samuel Plimsoll een wetsontwerp in betreffende de uitwatering. Zware tegenstand van een kleine groep scheepseigenaren volgde, maar Plimsoll ging het gevecht aan. In 1873 kwam Our Seamen, an Appeal wat erg veel indruk maakte in het hele land. In 1875 verwierp Disraeli het wetsontwerp nog, maar onder grote druk van het publiek werd het in 1876 opgenomen in de Merchant Shipping Act. Daarmee werd het verplicht gesteld een uitwateringsmerk aan te brengen; een cirkel met een streep erdoor, het plimsollmerk.
Er waren echter nog geen wettelijke bepalingen voor de positie van het merk. In 1883 werd een commissie samengesteld die de criteria aan moest geven voor de positie. De voorstellen van deze commissie werden pas in 1890 van kracht.
In 1906 werden wetten aangenomen waardoor schepen onder buitenlandse vlag die Britse havens aandeden, verplicht werden een plimsollmerk te hebben. De wet van 1906 werd geheel overgenomen door Nederland, waardoor Nederlandse schepen gelijk voldeden aan de Britse eisen.
De eisen zijn sindsdien diverse malen aangepast, onder meer in 1930. Dit was de eerste internationale overeenkomst voor wereldwijde geldigheid.

## Het uitwateringsmerk
Het uitwateringsmerk, rechts in de figuur, geeft per gebied en seizoen, gebaseerd op de verschillen in risico's, aan wat de maximaal toegestane diepgang mag zijn. Op een speciale kaart staat aangegeven hoe de zones lopen en de data waarin ze gelden.
De lastlijnen van hoog naar laag:
- TF: Tropisch zoet water
- F: (Niet-tropisch) zoet water
- T: Tropisch gebied
- S: Zomer
- W: Winter
- WNA: Winter Noord-Atlantische zee

Plimsoll merk met uitwateringsmerk

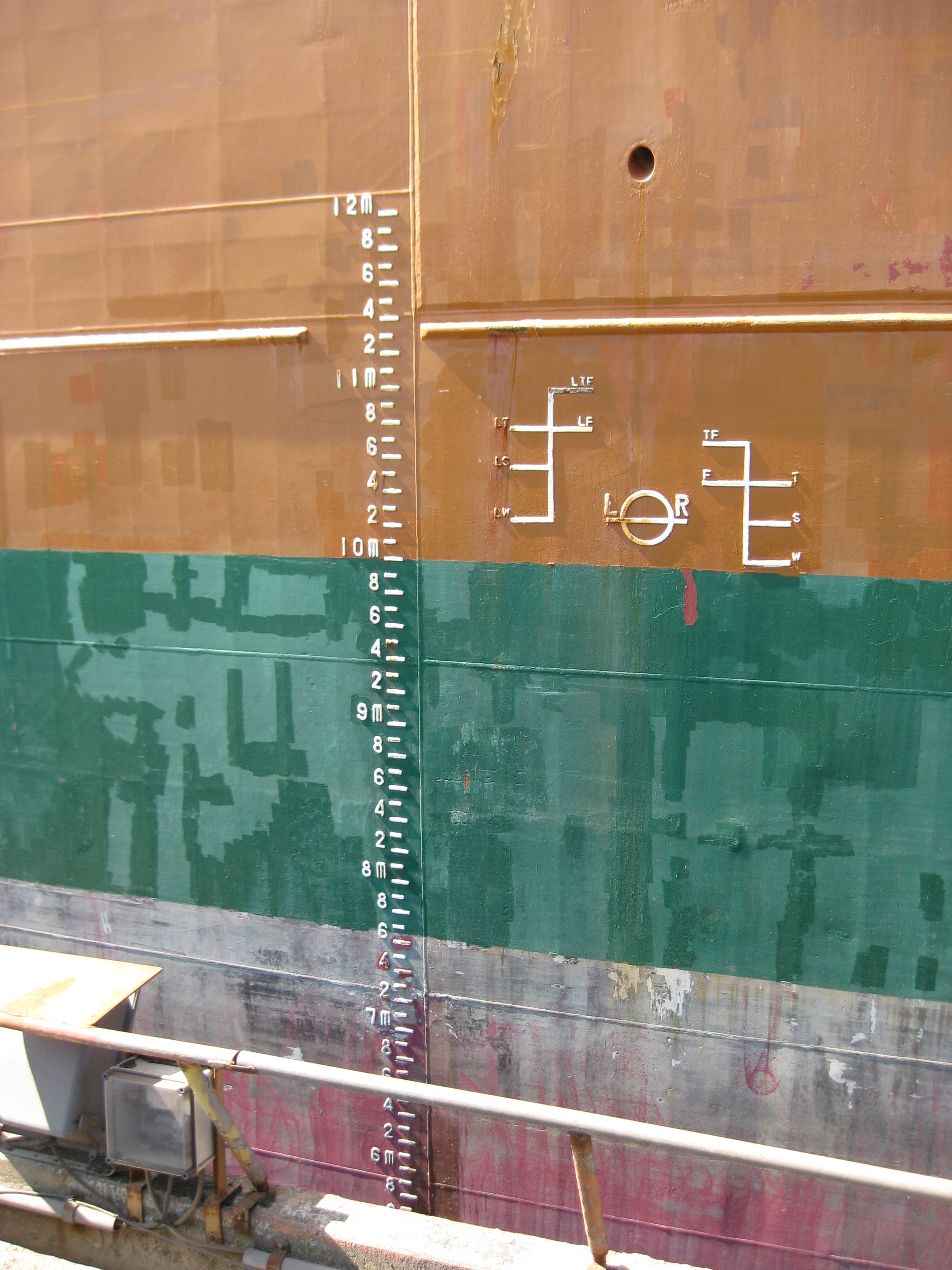
Het plimsollmerk op een schip in dok

Aan weerszijden van de cirkel wordt boven de horizontale lijn een letter geplaatst, die samen aangeven onder welk classificatiebureau het schip valt, bijvoorbeeld:
- LR (Lloyd's Register)
- BV (Bureau Veritas)
- GL (Germanischer Lloyd)
- AB (American Bureau of Shipping)

## Thermodynamica
Ook in de thermodynamica heeft het Plimsoll-teken ⦵ ingang gevonden. Daar symboliseert het een willekeurig gekozen standaard toestand, meestal 1 bar druk, 1 mol per liter enz. die gebruikt wordt als referentiepunt. Deze standaard fungeert als afteltoestand voor bijvoorbeeld een enthalpie-schaal, maar is zelf geen natuurlijk nulpunt (niet: 0 bar bijvoorbeeld).